# Isaac Peral (S-81)
Pour les articles homonymes, voir Isaac Peral (sous-marin).
L'Isaac Peral (numéro de coque S-81) est un sous-marin de classe S-80 appartenant à la Marine espagnole, construit par Navantia à Carthagène (Espagne). Il est le quatrième sous-marin de la marine espagnole à porter le nom d’Isaac Peral. La cérémonie de parrainage du navire a eu lieu le 22 avril 2021 et il a été lancé le 7 mai 2021. Il devait être livré à la Marine en 2022.

## Conception
L'Isaac Peral est le premier des quatre sous-marins à propulsion de nouvelle technologie, appartenant à la classe S-80, commandés à Navantia par la marine espagnole. Dans son premier arrêt technique (année 2029-2030), il sera équipé du système AIP développé par la société Hynergreen Technologies S.A, une société qui fait partie d’Abengoa.

## Engagements
Sa construction a commencé en 2005, la construction de la coque étanche se terminant le 15 octobre 2010. Le 29 mars 2011, Navantia a reçu le massif du sous-marin, et le 11 avril, la pile à combustible.
Le 13 janvier 2012, les noms des quatre navires de sa classe ont été approuvés, ceux-ci étant publiés au Journal officiel de la défense (BOD) du 30 janvier 2012, le navire de tête de la classe portant le nom de Isaac Peral,, et devenant le quatrième sous-marin de la marine espagnole à porter ce nom pour honorer la mémoire du capitaine Isaac Peral.
En février 2012, Navantia a reçu le moteur électrique principal, qui a été embarqué sur le sous-marin le 15 février 2012, et le 14 juin 2012, l’union des deux sections arrière a été achevée. En juillet, les sections 1 et 2 déjà assemblées ont commencé à rejoindre la section numéro 3
En mai 2013, on savait que le projet subirait un nouveau retard à quantifier, en raison de l’augmentation de la masse du bâtiment, ce qui obligeait à augmenter sa longueur. La Marine a confirmé ce retard, mais a indiqué que cela restait dans la normale compte tenu de la complexité du projet.
Au cours des deux semaines suivantes du même mois, les problèmes de flottabilité du navire ont été confirmés. Le ministère de la Défense a déclaré que « l’ampleur du problème est étudiée pour déterminer son impact en termes de temps et d’argent », mais n’a pas voulu se prononcer, affirmant que « différentes alternatives sont envisagées », tandis que l’armateur, Navantia, confirme un délai compris entre 12 et 24 mois. L’une des solutions qui a été annoncée était la nécessité d’allonger le navire pour porter sa longueur à 81 mètres,.
L’événement était sur le point d’arriver sous la forme d’une parodie au Congrès des députés lorsque, le 15 mai, le député de la Gauche unie Gaspar Llamazares a tenté de demander à la salle « Si le sous-marin S-80 est bien coloré mais ne flotte pas, finira-t-il au fond de la mer, le tuera-t-il, (rire, rire) ? » ou « Le gouvernement pourrait-il le donner à l’ennemi, pour que nous puissions gagner la prochaine guerre ? » faisant référence à l’un des célèbres monologues du regretté Miguel Gila.
Pedro Argüelles, le secrétaire d'État à la Défense, a indiqué le 31 juillet qu’après avoir fait confirmer par Electric Boat le diagnostic de la marine concernant le problème de surpoids qui s’est posé lors de la construction du S-81, la solution était d’allonger la coque. Compte tenu de l’état d’avancement du S-81, il serait le plus compliqué à réparer, et deviendrait le dernier navire de la classe à être achevé et livré à partir de 2020, tandis que le S-82, qui deviendrait le premier navire à entrer en service, serait livré à la marine à partir de 2022.
Le 5 avril 2016, le ministère de la Défense et Navantia ont publié des déclarations annonçant que l’extension de la coque avait été achevée, et encore une fois, il était à nouveau prévu qu’il soit le premier des navires de la classe à être achevé.
En octobre 2016, l’allongement des sections a été achevé et la phase d’armement et l’unification des différents systèmes sous-marins ont commencé. En novembre 2019, l’acte d’unification de toutes les pièces et sections du navire a été effectué, initiant ainsi le processus final de lancement et de livraison officielle. Tout un exploit et un événement attendu, après de nombreuses difficultés et retards,.
Le 1er mars 2021, la marine a officiellement pris possession du sous-marin au chantier naval de Carthagène, avec son premier commandant, le capitaine de corvette Manuel Corral à l’avant avec son équipage d’armement. Le 22 avril 2021 a eu lieu la cérémonie de parrainage à flot, présidée par le roi Felipe VI, au cours de laquelle la princesse des Asturies Leonor de Borbón a parrainé le navire,. Le jeudi 28 avril 2021 a commencé le transfert du sous-marin au dock flottant, où la mise à flot devait avoir lieu tout au long du 29 avril, mais en raison du mauvais temps et du vent fort, il a dû être reporté d’au moins une semaine, étant prévu pour le vendredi 7 mai, jour où le sous-marin a été lancé depuis un dock flottant et a commencé sa phase d’essais à la mer.
Le sous-marin S-81 est entré en service le 30 novembre 2023,,.